# Nastia Liukin
Anastasia Liukin, coneguda com a Nastia Liukin, (en rus: Анастасия Люкина o Настя Люкина) (Moscou, Unió Soviètica 1989) és una gimnasta artística nord-americana, d'origen rus, guanyadora de cinc medalles olímpiques.

## Vida personal
Va néixer el 30 d'octubre de 1989 a la ciutat de Moscou, capital en aquells moments de la República Socialista Federada Soviètica de Rússia (Unió Soviètica) i avui dia de la Federació Russa. És filla del també gimnasta artístic i campió olímpic Valeri Liukin, guanyador de dues medalles d'or (barra horitzontal i per equips) i dues de plata (concurs complet i barres paral·leles) a les olimpíades de Seül 1988 i de la gimnasta rítmica Anna Kotchneva, campiona del món de maces l'any 1987. El seu sobrenom Nastia és un diminutiu rus d'Anastàsia. La família va emigrar als Estats Units quan Nastia tenia dos anys i mig, després de la Dissolució de la Unió Soviètica, i es va establir primer a Nova Orleans abans de traslladar-se a Texas. El 1994, Valeri Liukin es va unir amb un altre esportista antic campió soviètic, Ievgeny Martxenko, per obrir l'Acadèmia de gimnàstica olímpica mundial (WOGA) a Plano (Texas).
Liukin parla fluïdament l'anglès i el rus. Es va graduar a la Spring Creek Academy, ubicada a Plano, Texas, a la primavera de 2007. Es va matricular com a estudiant de negocis internacionals a la Universitat Metodista del Sud el gener de 2008, i va deixar les classes per concentrar-se en la preparatius per als Jocs Olímpics de 2008. Va tornar al campus a la primavera de 2009, però el seu calendari de viatges i els seus compromisos professionals van fer que deixés la universitat abans del final del semestre. El gener de 2013, Liukin va assistir a la Universitat de Nova York on va estudiar gestió esportiva i psicologia, i es va graduar el maig de 2016.
Nastia ha participat amb nombroses organitzacions benèfiques i filantropia al llarg dels anys, com ara targetes per a nens hospitalitzats, conscienciació sobre el càncer de mama i molt més. Liukin també va establir el Nastia Liukin Fund dins d'USA Gymnastics que ajuda a donar suport a programes orientats a joves gimnastes i a través de la qual van crear la Nastia Liukin Cup.

## Carrera esportiva

### Carrera júnior
La Liukin va començar la gimnàstica als tres anys perquè «sempre la portaven pel gimnàs» amb els seus pares, que no podien permetre's una mainadera per cuidar-la mentre treballaven com a entrenadors. Els pares de Liukin inicialment no aspiraven a que la seva filla es convertís en gimnasta, coneixent de primera mà la pressió de la competició d'alt nivell, però hi van accedir quan van notar la seva aptitud per a l'esport.
Liukin va competir en el seu primer campionat nacional com a júnior el 2002, amb 12 anys i mig. En contrast amb les seves companyes de l'equip WOGA Carly Patterson i Hollie Vise, que van acabar primera i segona respectivament, Liukin va caure a les barres asimètriques i no va poder acabar la rutina. Va continuar durant la resta de la competició i, malgrat les barres asimètriques, va acabar 15a, la qual cosa la va situar en un dels últims llocs a la selecció dels Estats Units. Va ser escollida per competir amb l'equip nord-americà al Campionat Panamericà Júnior de 2002, on va contribuir a la medalla d'or per equips i va quedar segona a l'exercici complet, a les barres asimètriques i a la barra d'equilibri.
L'any 2003 es proclamà campiona nacional júnior del concurs complet (individual) i guanyà així mateix la medalla d'or en les proves de barres asimètriques, barra d'equilibris i exercici de terra, convertint-se en la revelació d'aquells campionats. En els Jocs Panamericans realitzats aquell mateix any a Santo Domingo (República Dominicana) va aconseguir guanyar 5 medalles, destacant la medalla d'or en el concurs complet (per equips) i en barra d'equilibris, així com la medalla de plata en el concurs complet (individual) darrera la seva companya d'equip Chellsie Memmel. Va repetir el títol com a júnior a l'exercici complet el 2004.
Candidata a participar en els Jocs Olímpics d'estiu de 2004 realitzats a Atenes (Grècia), el fet de tenir 15 anys l'apartà de la competició, ja que el Comitè Olímpic Internacional decidí que l'edat mínima per participar havien de ser els 16 anys.

### Carrera sènior
El 2005, Liukin va guanyar el seu primer campionat nacional i, una vegada més, va guanyar medalles d'or a les barres asimètriques i a la barra d'equilibri. Al Campionat del Món de gimnàstica artística realitzat a Melbourne (Austràlia) va acabar segona a l'exercici complet darrere la seva companya d'equip Chellsie Memmel amb una puntuació de 37.823. A les finals d'aparells, va aconseguir la medalla d'or en la prova de barres asimètriques i barra d'equilibri i la plata a l'exercici de terra.
El març de 2006, Liukin va ocupar el primer lloc de la classificació general de l'American Cup. Al Campionat Pacific Alliance de 2006, Liukin va empatar amb la seva companya d'equip Memmel al primer lloc de la classificació general, va guanyar el títol de barres asimètriques i una medalla de plata a la barra d'equilibri, i va contribuir a l'or de l'equip. Va competir a la U.S. Classic de 2006 com a defensora del títol de l'exercici complet, però les caigudes a les barres asimètriques i el terra van donar lloc a un quart lloc. No obstant això, va competir bé a la barra d'equilibri i va ser l'única competidora de la competició, júnior o sènior, que va aconseguir una puntuació superior a 16,00 en aquest aparell.
A finals d'agost, en el Campionat Nacional dels Estats Units de 2006, Liukin va defensar amb èxit els seus títols de barra d'equilibri i asimètriques, convertint-se en dues vegades campiona nacional sènior. Va ser nomenada per a l'equip estatunidenc per al Campionat del Món de Gimnàstica de 2006 a Aarhus, Dinamarca, i molts esperaven que fos una gran candidata al títol global. Tanmateix, a causa d'una lesió al turmell, només va poder competir a les barres simètriques i el concurs per equips. La seva rutina de barres a les finals per equips va anotar un 15,7 i va ajudar a l'equip a guanyar la medalla de plata. Liukin també es va classificar per a la final de l'esdeveniment en barres, anotant 16.05 per guanyar una medalla de plata darrere de la britànica Beth Tweddle.
La lesió al turmell de Liukin va requerir cirurgia i el període de recuperació la va mantenir fora de la competició nacional i internacional durant gran part de l'any. El juliol de 2007, tot i que encara s'estava recuperant de la seva lesió, va tornar a la competició com a membre de l'equip nord-americà per als Jocs Panamericans a Rio de Janeiro. Va competir només en barres asimètriques i barra d'equilibri, contribuint a la medalla d'or de l'equip i guanyant medalles de plata individuals a totes dues finals d'aparells.
Malgrat el temps limitat d'entrenament a terra i salt a l'estiu de 2007, Liukin va optar per competir en l'exercici complet al Campionats Nacionals dels Estats Units de 2007. Va obtenir la puntuació més alta de tota la convenció a les asimètriques i la segona puntuació més alta a la barra d'equilibri el segon dia de competició, guanyant el títol d'asimètriques sènior per tercer any consecutiu i ocupant la segona posició a la barra. No obstant això, va cometre diverses caigudes i errors al terra i al salt, acabant en tercera posició general, a més de cinc punts de Shawn Johnson, la medallista d'or de l'exercici complet.
Després dels Nacionals, Liukin va ser nomenada per a l'equip estatunidenc per al Campionat del Món a Stuttgart, Alemanya, on va competir a l'exercici complet a la ronda de classificació per equips i en barres asimètriques i barra d'equilibri a les finals. La puntuació de Liukin per a la seva rutina de barres a les finals per equips va ser de 16,375, la puntuació més alta del dia i, al final, de tot el Campionat del Món. No obstant això, va cometre un error al final de la seva rutina de barra i va anotar 15.175. L'equip es va recuperar d'aquest i altres errors per acabar primer amb 184.400. Les dificultats amb la barra d'equilibri van continuar a la final, on va caure. Va acabar la competició en cinquè lloc. A les finals d'aparellt, però, Liukin va recuperar el seu títol de campiona del món a la barra d'equilibri amb una puntuació de 16,025. També va guanyar una plata a les barres asimètriques darrere de la russa Ksenia Semenova, obtenint un 16.300 després de fer una passa en el seu desmuntatge.
La primera trobada de Liukin de la temporada 2008 va ser la Copa Americana a la ciutat de Nova York, on va derrotar la guanyadora del 2007 Shawn Johnson per recuperar el títol. Va obtenir la puntuació més alta de la trobada, un 16.600 a les barres asimètriques. Al març, Nastia va competir al Campionat Pacific Rim (antiga Pacific Alliance) a San José, on va liderar l'equip estatunidenc per obtenir la medalla d'or i va guanyar els títols de barra d'equilibri i exercici complet individual. A la competició per equips, Liukin va registrar una puntuació màxima de 16,650 a les barres asimètriques, però a la final de l'aparell, va caure en el seu moviment d'alliberament Gienger i va fer una passa en el desmuntatge, guanyant un 15,225 i ocupant el segon lloc.
Als Campionats Nacionals dels Estats Units de 2008 a Boston, Liukin va caure en l'exercici de terra amb la seva doble inserció frontal el primer dia de competició, però va fer una bona competició en els altres aparells i es va situar segona a la classificació general darrere de Shawn Johnson. Va recuperar el títol de campiona nacional a la barra d'equilibri i va defensar el seu títol nacional a les barres asimètriques per quart any consecutiu, obtenint 17.050 en la preliminar i 17.100 en la final. Al juny, Liukin va competir als U.S. Trials Olímpics a Filadelfia, acabant segona darrere de Johnson i guanyant-se un lloc a l'equip estatunidenc de Pequín.
Va participar, als 18 anys, als Jocs Olímpics d'Estiu de 2008 realitzats a Pequín (República Popular de la Xina), on va aconseguir guanyar la medalla d'or en el concurs complet (individual), la medalla de plata en el concurs complet (per equips), barra d'equilibris i barres asimètriques, i la medalla de bronze en l'exercici de terra. Amb la seva cinquena medalla de Pequín, Liukin va empatar Mary Lou Retton i Shannon Miller (el 2016 també ho igualaria Simone Biles) com les gimnastes estatunidenques que havien guanyat més medalles en un sol Jocs Olímpics.
Liukin va decidir que no havia acabat amb la gimnàstica i va fer la seva primera aparició competitiva després dels Jocs Olímpics al CoverGirl Classic, on va competir només a la barra d'equilibri. Va quedar segona darrere de la seva companya de l'equip WOGA Ivana Hong. Liukin va tornar a actuar a la barra d'equilibri al campionat dels Estats Units i va quedar quarta. Liukin va ser inclosa a l'equip nacional i al camp de selecció del Campionat del Món. No obstant això, es va retirar de la consideració de la selecció del món perquè sentia que no estava a l'altura dels estàndards dels campionat del món.
L'octubre de 2011 va anunciar que volia tornar a competir al món de la gimnàstica i la seva intenció era formar part de l'equip olímpic que representaria els Estats Units als Jocs de Londres 2012. Malauradament, va caure a la prova de barres asimètriques i va ser descartada per competir als Jocs. Es va retirar de l'esport el 2 de juliol de 2012. Liukin va anar a Londres com a representant d'atletes de la Federació Internacional de Gimnàstica (FIG).

## Història competitiva
| Any                | Esdeveniment              | Equip          | AA             | VT             | UB             | BB             | FX             |
| Júnior             | Júnior                    | Júnior         | Júnior         | Júnior         | Júnior         | Júnior         | Júnior         |
| ------------------ | ------------------------- | -------------- | -------------- | -------------- | -------------- | -------------- | -------------- |
| 2002               | USA-Japó Dual Meet        | 1              | 1              |                | 1              | 1              | 1              |
| 2002               | USA-Canada Amistós        | 1              | 3              |                | 2              | 3              | 2              |
| 2002               | Campionat Panamericà      | 1              | 2              |                | 2              | 2              |                |
| 2002               | American Classic          |                |                |                |                | 5              | 3              |
| 2002               | U.S. Classic              |                | 3              |                | 4              | 2              | 4              |
| 2002               | Campionat Nacional        |                | 15             |                |                | 5              | 5              |
| 2003               | Jocs Panamericans         | 1              | 2              |                | 3              | 1              | 3              |
| 2003               | American Classic          |                | 1              |                | 2              |                | 1              |
| 2003               | U.S. Classic              |                | 1              | 1              | 1              | 1              | 1              |
| 2003               | Campionat Nacional        |                | 1              |                | 1              | 1              | 1              |
| 2004               | Pacific Alliance          | 1              | 1              | 1              | 1              | 1              |                |
| 2004               | American Classic          |                | 1              |                | 1              | 1              | 1              |
| 2004               | Campionat Nacional        |                | 1              |                | 1              | 1              | 1              |
| Sènior             |                           |                |                |                |                |                |                |
| 2005               | American Cup              |                |                |                | 6              | 1              |                |
| 2005               | USA-Gran Bretanya Amistós | 1              | 1              |                | 2              | 1              | 1              |
| 2005               | USA-Suïssa Amistós        | 1              | 1              | 2              | 1              | 1              | 1              |
| 2005               | U.S. Classic              |                | 1              | 4              | 1              | 1              | 2              |
| 2005               | Campionat Nacional        |                | 1              | 4              | 1              | 1              | 2              |
| 2005               | Mundial                   |                | 2              |                | 1              | 1              | 2              |
| 2006               | American Cup              |                | 1              |                |                |                |                |
| 2006               | Pacific Alliance          | 1              | 1              |                | 1              | 2              |                |
| 2006               | U.S. Classic              |                | 4              | 9              | 6              | 1              | 9              |
| 2006               | Campionat Nacional        |                | 1              |                | 1              | 1              | 7              |
| 2006               | Mundial                   | 2              |                |                | 2              |                |                |
| 2007               |                           |                |                |                |                |                |                |
| Jocs Panamericans  | 1                         |                |                | 2              | 2              |                |                |
| Campionat Nacional |                           | 3              |                | 1              | 2              | 12             |                |
| Mundial            | 1                         | 5              |                | 2              | 1              |                |                |
| 2008               | American Cup              |                | 1              |                |                |                |                |
| 2008               | Pacific Rim               | 1              | 1              |                | 2              | 1              | 4              |
| 2008               | Campionat Nacional        |                | 2              |                | 1              | 1              | 8              |
| 2008               | U.S. Olympic Trials       |                | 2              | 5              | 1              | 3              | 2              |
| 2008               | Jocs Olímpics             | 2              | 1              |                | 2              | 2              | 3              |
| 2009               | U.S. Classic              |                |                |                |                | 2              |                |
| 2009               | Campionat Nacional        |                |                |                |                | 4              |                |
| 2010               | no va competir            | no va competir | no va competir | no va competir | no va competir | no va competir | no va competir |
| 2011               | no va competir            | no va competir | no va competir | no va competir | no va competir | no va competir | no va competir |
| 2012               | U.S. Classic              |                |                |                |                | 3              |                |
| 2012               | Campionat Nacional        |                |                |                | 19             | 6              |                |
| 2012               | U.S. Olympic Trials       |                |                |                | 10             | 7              |                |